# أندي لي لانغ
أندي لي لانغ (بالألمانية: Andy Lee Lang)‏ هو قائد فرقة ‏ نمساوي، ولد في 26 يوليو 1965 في فيينا في النمسا.